# Ferdinand Meldahl

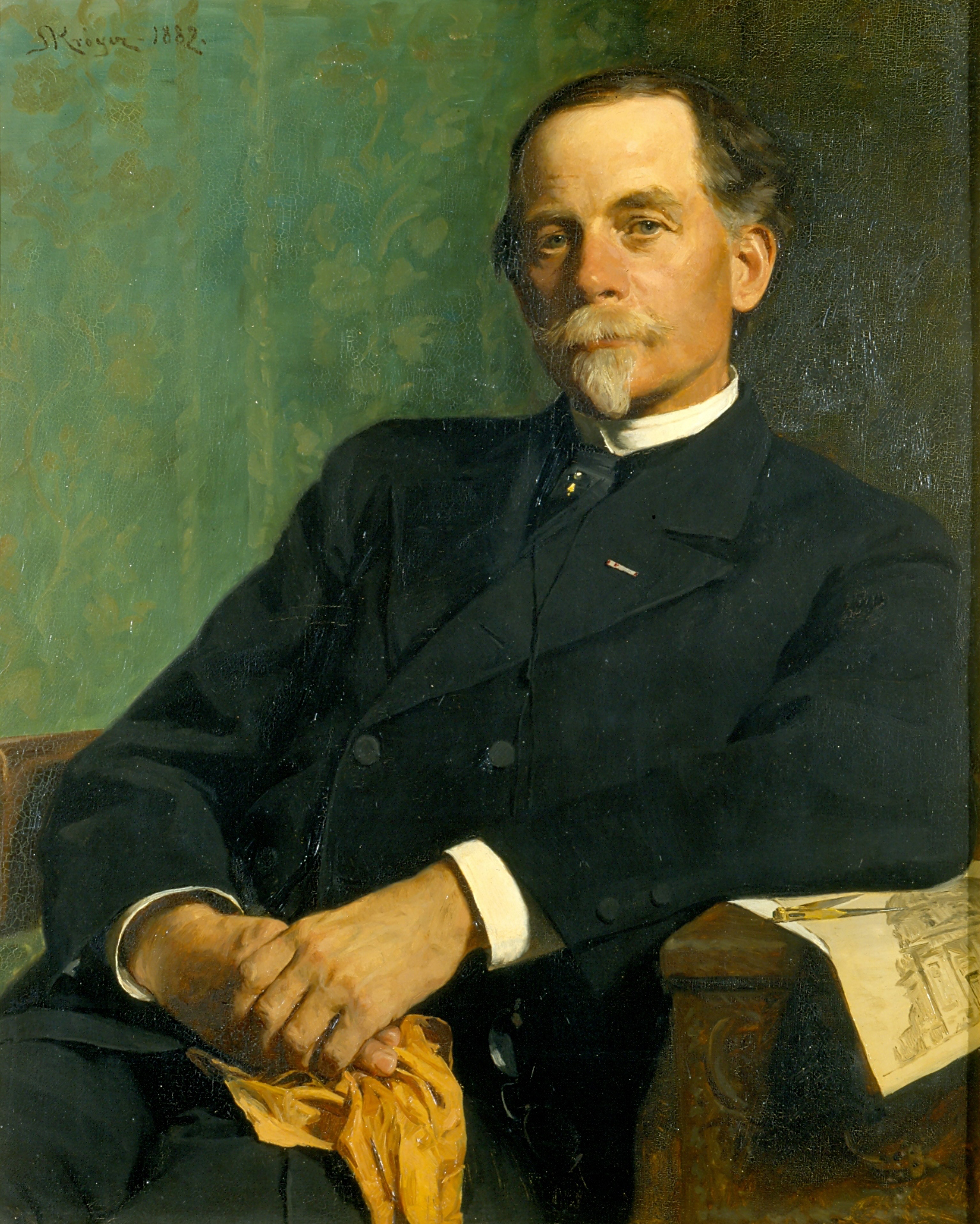
P.S. Krøyer: Arkitekt, Professor F. Meldahl, siddende, 1882, Frederiksborgmuseet.

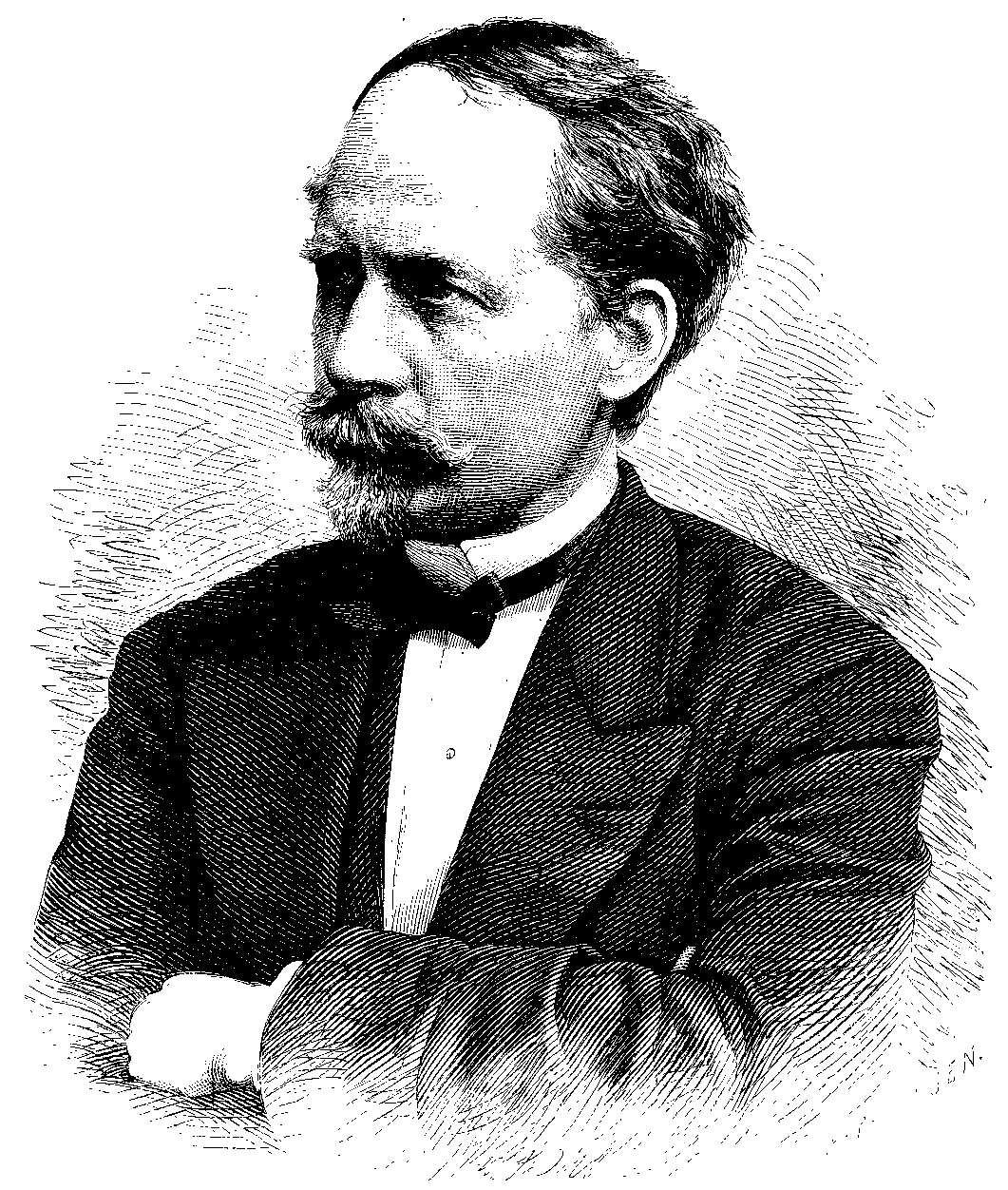
Ferdinand Meldahl.

Ferdinand Meldahl, född 16 mars 1827, död 3 februari 1908, var en dansk arkitekt, i Sverige kanske mest känd som  Borlunda kyrkas arkitekt.

## Biografi
Meldahl utbildades vid danska konstakademin och fick alla dess medaljer (den stora guldmedaljen 1853). Därefter vistades han med stöd av akademin utomlands 1854–1856. Efter hemkomsten fick han i uppdrag att uppföra blindinstitutet vid Köpenhamn (1858). Samma år blev han medlem av konstakademin. 
Bland övriga byggnader som Meldahl ritat, kan nämnas rådhuset i Fredericia (1859) och navigationsskolan i Köpenhamn (1865). Han medverkade till återuppförandet av Frederiksborgs slott och slutförandet av Marmorkyrkan i Köpenhamn. Åtskilliga slott, herrgårdar och kyrkor i Danmark och Skåne har restaurerats eller nyuppförts av Meldahl, bland andra Trolleholm, Trollenäs, Alnarp och Stubbarp.
Även som lärare var Meldahl flitigt verksam. 1864 blev han professor vid konstakademins byggnadsskola, sedan han året förut blivit ordförande i skolrådet. 1867 utnämndes han till etatsråd, och 1873–90 var han konstakademins direktör. 
Dessutom tog han som byggnadsinspektör samt medlem av åtskilliga kommittéer och styrelser verksam del i behandlingen av en mängd frågor, som stod i närmare eller fjärmare förhållande till byggnadskonsten. Meldahl var sedan 1873 ledamot av Akademien för de fria konsterna.

## Verk i urval
- Stubbarp, 1852
- Rådhuset i Fredericia, 1859
- Alnarps slott, 1859
- Borlunda kyrka, 1868
- Alltinget i Reykjavik, 1880–81
- Renovering av Frederiksborgs slott efter branden 1859, 1860–84
- Färdigställande av Frederikskyrkan (Marmorkyrkan) i Köpenhamn, 1878–94

## Bildgalleri

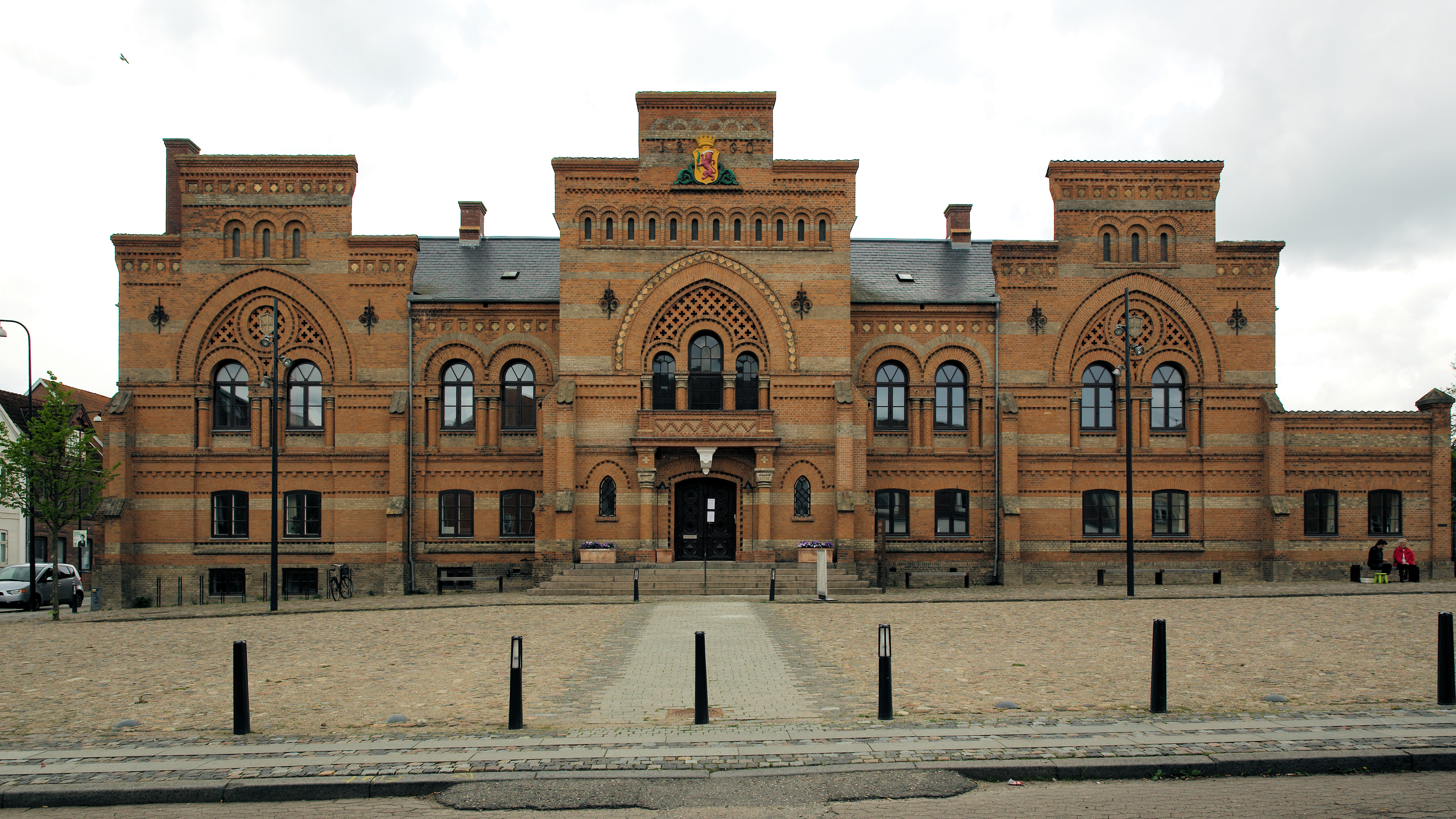
Gamla rådhuset i Fredericia på Jylland.
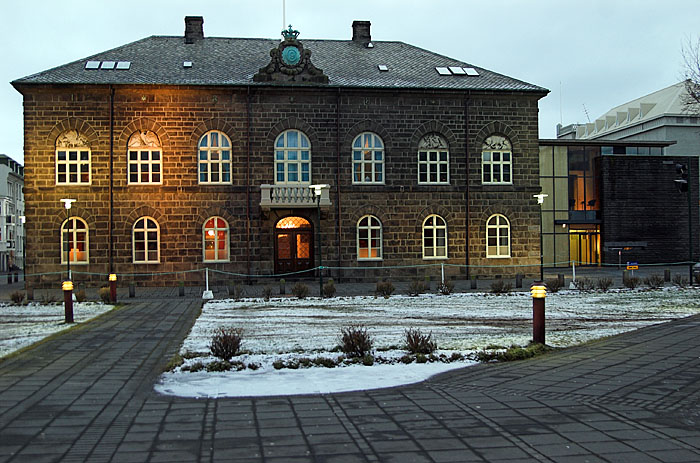
Alltinget i Reykjavik.
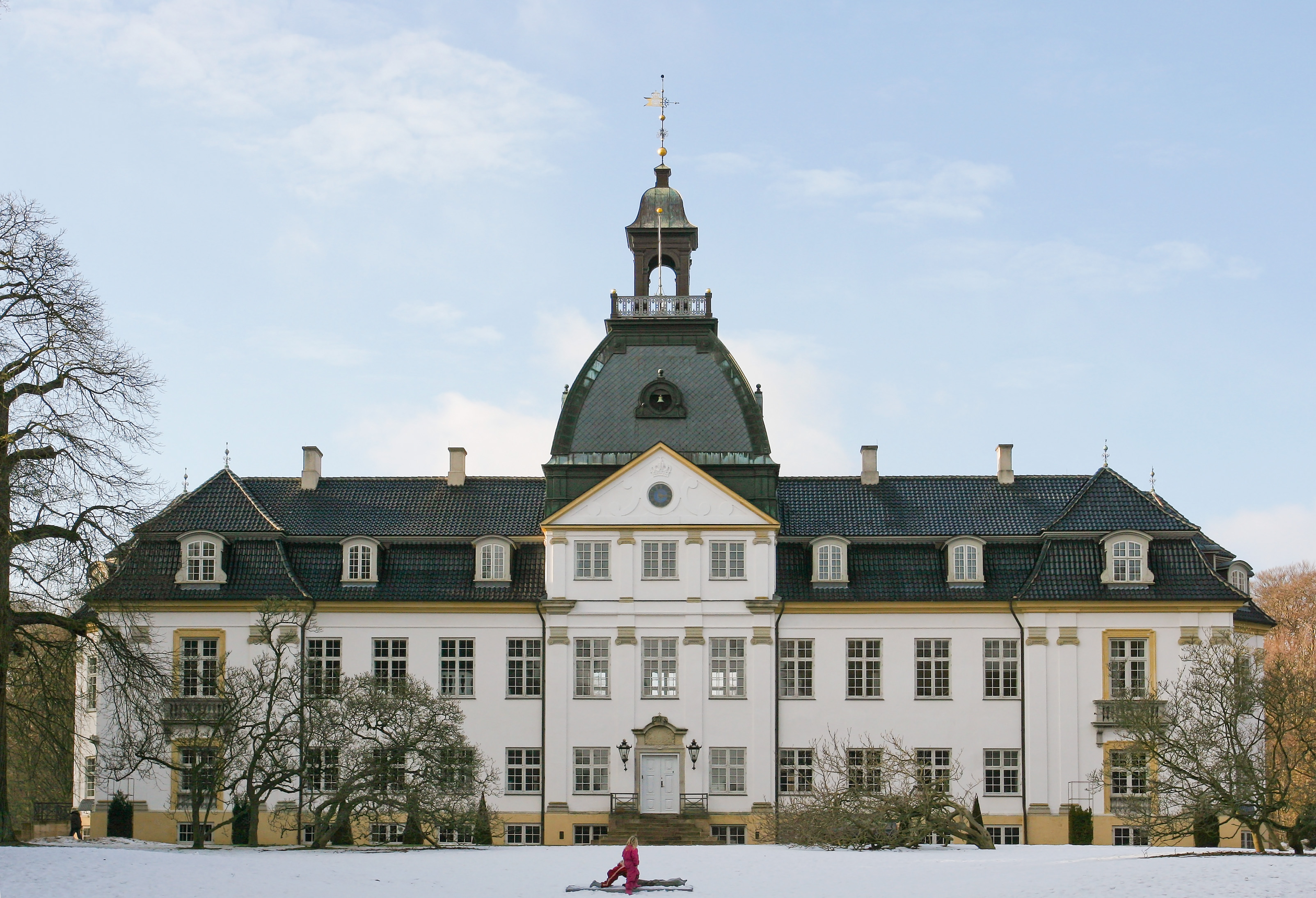
Charlottenlunds slott, norr om Köpenhamn.
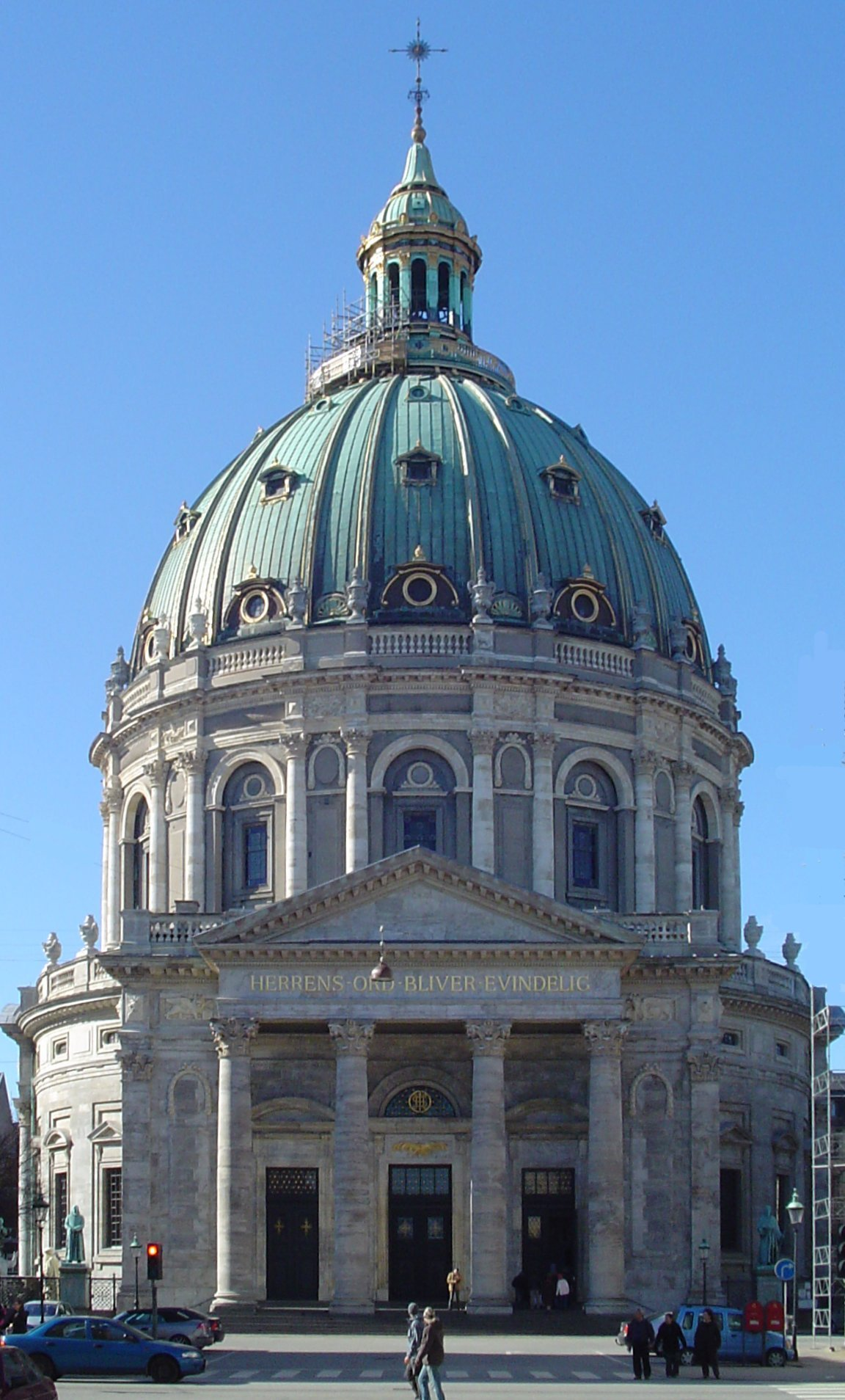
Frederikskyrkan i Köpenhamn.
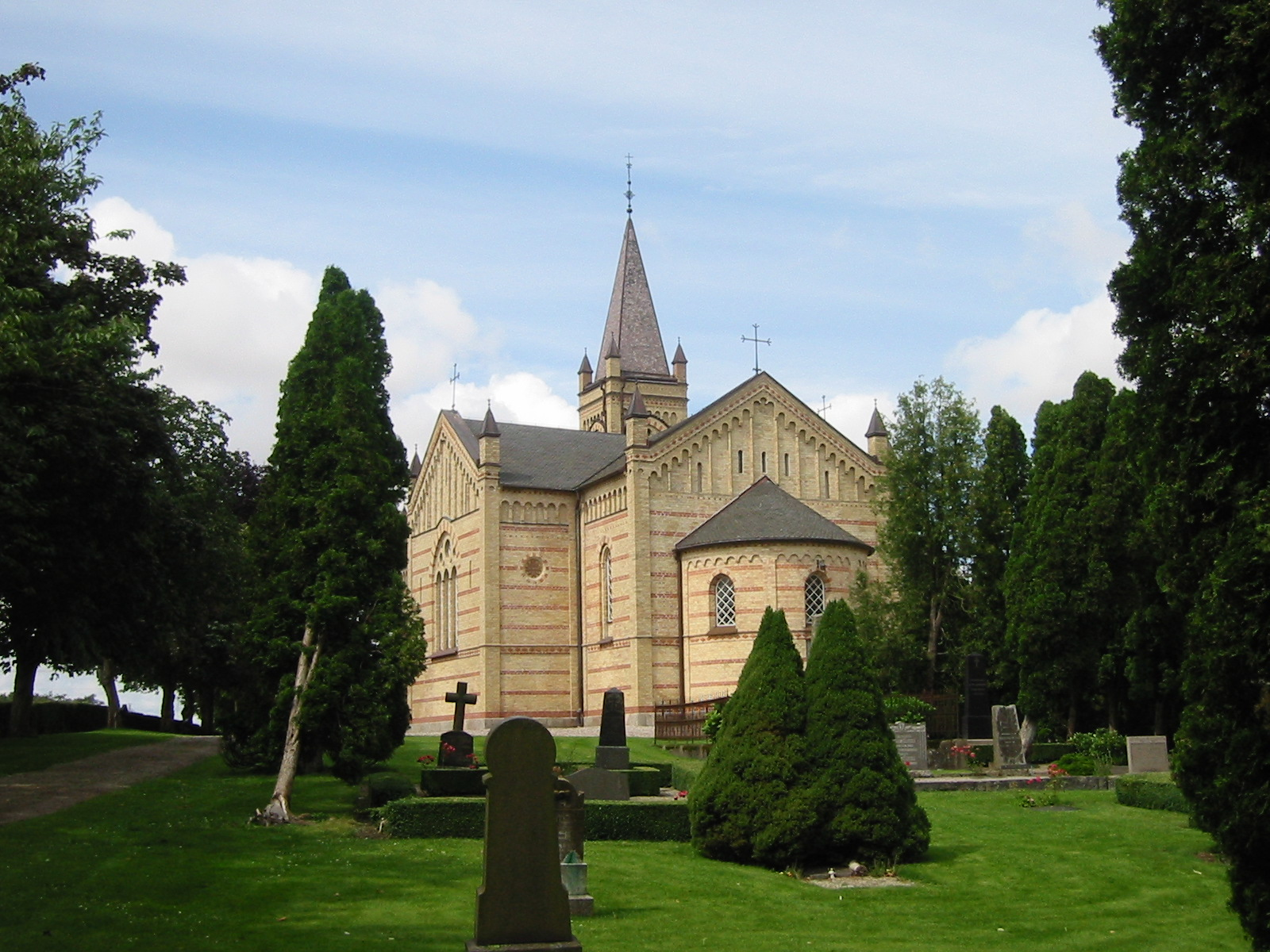
Borlunda kyrka i Eslövs kommun.